# Ryunosuke Sato
Ryunosuke Sato (japonés: 佐藤 龍之介, Sato Ryonosuke, Japón, 16 de octubre de 2006) es un futbolista japonés que juega como centrocampista en el Fagiano Okayama de la J1 League.

## Selección nacional
El 10 de junio de 2025 hizo su debut con la selección de Japón ante Indonesia en un partido en el que se convirtió, con 18 años y 237 días, en el jugador más joven en jugar con el combinado nipón en la última ronda de clasificación para una Copa Mundial.

## Estadísticas

### Clubes
Actualizado al último partido disputado el 5 de julio de 2025.
| Club                  | Div.          | Temporada     | Liga  | Liga  | Copas nacionales | Copas nacionales | Copas internacionales | Copas internacionales | Total | Total |
| Club                  | Div.          | Temporada     | Part. | Goles | Part.            | Goles            | Part.                 | Goles                 | Part. | Goles |
| --------------------- | ------------- | ------------- | ----- | ----- | ---------------- | ---------------- | --------------------- | --------------------- | ----- | ----- |
| F. C. Tokyo Japón     | 1.ª           | 2023          | 0     | 0     | 2                | 0                | ―                     | ―                     | 2     | 0     |
| F. C. Tokyo Japón     | 1.ª           | 2024          | 3     | 0     | 2                | 0                | ―                     | ―                     | 5     | 0     |
| F. C. Tokyo Japón     | Total club    | Total club    | 3     | 0     | 4                | 0                | 0                     | 0                     | 7     | 0     |
| Fagiano Okayama Japón | 1.ª           | 2025          | 18    | 4     | 0                | 0                | ―                     | ―                     | 18    | 4     |
| Fagiano Okayama Japón | Total club    | Total club    | 18    | 4     | 0                | 0                | 0                     | 0                     | 18    | 4     |
| Total carrera         | Total carrera | Total carrera | 21    | 4     | 4                | 0                | 0                     | 0                     | 25    | 4     |

## Palmarés

### Títulos internacionales
| Título                                | Equipo             | Sede          | Año  |
| ------------------------------------- | ------------------ | ------------- | ---- |
| Campeonato de Fútbol de Asia Oriental | Selección de Japón | Corea del Sur | 2025 |